# کم‌خونی در بارداری
کم‌خونی در بارداری (به انگلیسی: Anemia in pregnancy) به معنی کاهش گلبول‌های قرمز خون بدن (RBC) یا هموگلوبین خون در دوران بارداری یا در دوره بعد از بارداری می‌باشد. در این شرایط ظرفیت حمل اکسیژن خون کاهش پیدا می‌کند. کم‌خونی یک بیماری بسیار شایع در بارداری و پس از زایمان در سراسر جهان است که خطرات زیادی برای سلامتی مادر و کودک دارد.

## علائم
علائم و نشانه‌های کم‌خونی به دلیل وجود علائم بارداری خیلی مشخص نیستند، اما می‌توانند شامل:
- خستگی
- رنگ‌پریدگی
- تنگی نفس
- تپش قلب
- سرگیجه

در حالت شدید کم‌خونی ممکن است علائمی مانند غش کردن نیز مشاهده شود.

## عوارض
کم‌خونی در بارداری باعث مشکلاتی برای مادر می‌شود که عبارتند از:
- فشار قلبی عروقی مادر
- کاهش عملکرد جسمی و روحی
- کاهش ذخایر خون برای زایمان
- افزایش خطر مرگ و میر مادر

## علت
کم‌خونی می‌تواند مادرزادی باشد. در این صورت مادر دچار بیماری‌هایی مانند کم‌خونی داسی شکل و تالاسمی است؛ اما اغلب کم‌خونی‌ها اکتسابی بوده و نتیجه تغذیه نامناسب و فقر آهن یا کم‌خونی در نتیجه برخی عفونت‌ها می‌باشد.
شایعترین علت کم‌خونی در بارداری در سراسر جهان کم‌خونی فقر آهن (IDA) است. آهن برای بسیاری از فرایندهای فیزیولوژیکی بدن مورد نیاز است و مطالعات مشاهده ای نشان می‌دهد که کمبود آهن در دوران بارداری ممکن است به‌طور مستقل منجر به ناهنجاری‌های شناختی یا رفتاری در کودک شود. در نوزادان زنان مبتلا به IDA خطر کم وزنی، زایمان زودرس، حساسیت بیشتر به عفونت و مرگ در رحم بیشتر است. به همین دلیل توصیه می‌شود مادران حتی قبل از بارداری با مشورت پزشک شروع به مصرف مکمل آهن نمایند.
گذشته از کمبود آهن، از دیگر دلایل کم‌خونی در خانم‌ها می‌توان به کمبودهای تغذیه ای مانند کمبود فولات و ویتامین B12 اشاره کرد. دلایل مادرزادی کم‌خونی که ممکن است در دوران بارداری بدتر شود نیز شامل هموگلوبینوپاتی‌ها، مانند کم‌خونی داسی شکل و تالاسمی و همچنین شرایط ناهنجاری‌های ساختاری و آنزیمی سلول‌های قرمز مانند اسفروسیتوز ارثی است. به علاوه عفونت‌های باکتریایی، ویروسی، قارچی و پروتوزوئالی (مانند مالاریا و کرم قلاب) نیز ممکن است منجر به کم‌خونی شود. کم‌خونی همولیتیک، کم‌خونی آپلاستیک و کم‌خونی ناشی از بدخیمی هماتولوژیک یا غیر هماتولوژیک (آدنوکارسینومای کولون) هم در دوران بارداری به ندرت اتفاق می‌افتند که نوع شدید کم‌خونی هستند. بعد از زایمان نیز اگر مادر خونریزی زیادی را در حین زایمان تجربه کرده باشد ممکن است دچار کم‌خونی شود که باید با مصرف مکمل و تغذیه مناسب آن را برطرف نماید.

## روش تشخیص
مفیدترین آزمایش برای تشخیص کم‌خونی، آزمایش کامل خون است. در واقع مقادیر هموگلوبین و هماتوکریت معمولاً در تشخیص اولیه کم‌خونی استفاده می‌شوند. توجه به این نکته مهم است که دامنه مراجع برای این مقادیر اغلب برای زنان باردار یکسان نیست. علاوه بر این، مقادیر طبیعی آزمایشگاهی اغلب در طول بارداری زنان تغییر می‌کند.
تغییرات هورمونی در خانم باردار منجر به افزایش حجم خون در گردش به میزان ۱۰۰ میلی لیتر در کیلوگرم با حجم کل خون تقریباً ۶۰۰۰–۷۰۰۰ میلی لیتر می‌شود. در حالی که توده سلول‌های قرمز در دوران بارداری ۲۰٪ افزایش می‌یابد، حجم پلاسما ۴۰٪ افزایش پیدا می‌کند؛ بنابراین میزان هموگلوبین کمتر از ۱۱ گرم در دسی لیتر در سه‌ماهه اول، کمتر از ۱۰٫۵ گرم در دسی لیتر در سه‌ماهه دوم و سوم و کمتر از ۱۰ میلی‌گرم در دسی لیتر در دوره پس از زایمان کم‌خونی در نظر گرفته می‌شود.

## درمان
معمولاً اولین درمان کم‌خونی در بارداری تجویز مکمل آهن با دوز ۶۵ تا ۲۰۰ میلی‌گرم در روز بر اساس میزان کم‌خونی از طرف پزشک متخصص می‌باشد. با مصرف این مکمل‌ها در ابتدا ممکن است مشکلاتی در دستگاه گوارش ایجاد شود که کم کم رفع خواهد شد. گاهی اوقات نیز مکمل آهن به‌صورت تزریقی تجویز می‌شود که طی ۱ الی ۲ روز ذخایر آهن بدن را بازسازی می‌کند.
اگر کم‌خونی در بارداری به موقع تشخیص داده شود به راحتی نیز قابل درمان است و عوارض خاصی ایجاد نمی‌کند، در غیر این صورت می‌تواند برای مادر و نوزاد خطرناک باشد.